# Bowlus, Minnesota
Bowlus là một thành phố thuộc quận Morrison, tiểu bang Minnesota, Hoa Kỳ. Năm 2010, dân số của thành phố này là 290 người.

## Dân số
- Dân số năm 2000: 260 người.
- Dân số năm 2010: 290 người.